# Obrium takahashii
Obrium takahashii es una especie de escarabajo longicornio del género Obrium, categorizada en la tribu Obriini, de la subfamilia Cerambycinae. Fue descrita por Kusama & Takakuwa en 1984.

## Descripción
Mide 4-5,3 mm de longitud.

## Distribución
Se distribuye por Japón.